# 姑娘坟
《姑娘坟》是中国天山电影制片厂摄制的彩色故事片，由唐光涛、托合塔森执导，阿力木江编剧，穆合塔尔、卡比拉、巴亚阿洪等主演。讲述的是青梅竹马的哈萨克族牧民哈力与夏尔巴提面对大牧主和官员的压迫时，奋勇反抗且收获爱情的故事。
文学剧本《姑娘坟》是中华人民共和国首部用哈萨克语创作的电影剧本。电影《姑娘坟》是天山电影制片厂首部以本厂职工作为主创团队摄制的电影。

## 剧情
1944年夏秋时期，大牧主玛依巴斯（巴亚阿洪 饰）为女儿举办婚礼，被邀请的中国国民党官员借机要求牧民“捐献”军马。婚礼庆典上，青梅竹马的哈力（穆合塔尔 饰）和夏尔巴提（卡比拉 饰）分别展现高超的骑马技艺和精湛的射击技巧，这让玛依巴斯对年轻的夏尔巴提垂涎。哈力开始组织其他牧民、羊倌反对玛依巴斯强行征马。同时，哈力和夏尔巴提的家人得知玛依巴斯要强娶夏尔巴提，支持哈力和夏尔巴提举办婚礼。然而玛依巴斯和国民党官员勾结，将两人逮捕。哈力入狱，夏尔巴提则被玛依巴斯控制。
一日，夏尔巴提乘机逃脱，却被玛依巴斯的大管家逼着跳河。深夜押送哈力的张二娃同情哈力，将其偷偷释放。在与游击队汇合路上的哈力遇到夏尔巴提的坟，伤心不已。得知哈力逃脱的玛依巴斯率人追击哈力，哈力击毙了大管家。在中弹受伤的危机时刻，夏尔巴提突然出现击毙了玛依巴斯。哈力与夏尔巴提与游击队汇合。在治伤的途中，夏尔巴提告诉了哈力，自己假死，用假坟掩人耳目的过程。

## 制作
《姑娘坟》文学剧本初由哈萨克族业余作家阿力木江·哈提巴依创作，是中华人民共和国首部用哈萨克语创作的电影剧本。1980年底，新疆维吾尔自治区文学艺术界联合会副主席王玉胡将剧本推荐给天山电影制片厂。天山电影制片厂编导室经讨论认为剧本具有一定基础，于是让编剧段宝珊协助修改剧本。二稿后，天山电影制片厂决定由唐光涛、托合塔森担任导演，并继续修改剧本。次年，贾那布尔·司马胡力等自治区领导阅读电影剧本并提出意见后，认为可以拍摄该片。当年《姑娘坟》七次易稿，终于在11月正式定稿。文学剧本作者阿力木江主张将电影名改为《惊雷》，不过最终依然以《姑娘坟》为电影名。电影《姑娘坟》的选角以哈萨克族演员为主：十四名哈萨克族角色中有十二名为哈萨克族演员。男主角哈力最初选择了一名40岁且有演出经验的演员扮演，但因为造型、年龄、气质不符，换成没有电影表演经验的年轻演员穆合塔尔。
影片《姑娘坟》是天山电影制片厂首部以本厂职工作为主创团队摄制的电影：除聘请郑国恩为艺术顾问、徐锡宝为照明外，主创团队其他成员均来自于天山电影制片厂。1982年4月，剧组成立，赴阿勒泰地区开机拍摄。拍摄时，主创团队除了面临经验不足的困难外，也意外重重。选取的外景地在拍摄当年遇到严重旱灾，上山时就遇到草场牧草提前枯萎的窘境。在拍摄外景时，摄制组成员在牛棚居住，也面临缺蔬菜、缺开水的情况。拍摄尚未结束时，又值牧民要转场到额尔齐斯河沿岸刈储冬季使用的牧草。在当地政府的支持下，牧民推迟10天出发，摄制组方才拍摄足够的素材。期间，女主演又在骑马时坠马受伤，后补拍部分片段，导致成片中草场色彩不统一。相比于此前中国大陆拍摄的哈萨克族主题电影，《姑娘坟》首次在电影上展示了骑马拾元宝、骑马射元宝、圆月舞等民俗。服装上，牧民、羊倌既有阿勒泰地区哈萨克牧民扎“羊肚子”毛巾，也有伊犁的哈萨克牧民常戴的黑变白毡帽。
拍摄完成后，《姑娘坟》的样片交由阿勒泰地区当地干部、各界代表人物观看，征求意见。年底，上交中华人民共和国文化部电影事业管理局审查。在对一些场景裁剪、加入发生年代字幕后，影片《姑娘坟》于1982年12月28日通过审查，准备上映。1982年秋，天山电影制片厂的哈萨克族导演、翻译、演员、字幕制作人员集体前往上海电影译制厂，为《姑娘坟》译制哈萨克语版本。

## 上映及票房
1983年1月28日，电影《姑娘坟》于中国大陆上映。同时，卡比拉因出演《姑娘坟》女主演被评为新疆维吾尔自治区农牧区文艺工作先进工作者。《姑娘坟》发行权费收入为40.7万元人民币。
电影上映后，中国电影出版社出版了电影《姑娘坟》的连环画。